# Laticauda
Laticauda är ett släkte av ormar. Laticauda ingår i familjen giftsnokar.
Arterna är med en längd av upp till 1,5 meter medelstora till stora ormar. De förekommer i Sydostasien och fram till norra Australiens kust. De vistas vid steniga stränder och i områden som liknar vadehavet. Släktets medlemmar jagar fiskar. Hos de flesta arter lägger honor ägg. Äggen göms ofta i grottor.
Arter enligt Catalogue of Life:
- Laticauda colubrina
- Laticauda crockeri
- Laticauda guineai
- Laticauda laticaudata
- Laticauda saintgironsi

The Reptile Database listar ytterligare tre arter:
- Laticauda frontalis
- Laticauda schistorhyncha
- Laticauda semifasciata